# 3241 Yeshuhua
3241 Yeshuhua је астероид главног астероидног појаса са средњом удаљеношћу од Сунца која износи 3,051 астрономских јединица (АЈ).
Апсолутна магнитуда астероида је 12,3.